# Championnat du Guyana de football 2012-2013
Navigation
Saison 2012 Saison 2013-2014
La saison 2012-2013 du Championnat du Guyana de football est la treizième édition du championnat national au Guyana. Les dix formations participantes sont regroupées au sein d'une poule unique où elles s'affrontent à deux reprises au cours de la saison. À la fin du championnat, les deux derniers du classement sont relégués et remplacés par les huit meilleures formations issues des championnats régionaux, afin de mettre en place une première division à 16 équipes.
C'est le club d'Alpha United, triple tenant du titre, qui remporte à nouveau la compétition cette saison après avoir terminé en tête du classement final, avec six points d'avance -et deux matchs de moins- sur Pele FC et treize sur Western Tigers FC. Il s’agit du quatrième titre de champion du Guyana de l'histoire du club.

## Les clubs participants
- Alpha United
- Amelia Ward FC
- Western Tigers FC
- Rosignol United
- Pele FC
- Buxton United
- Uitvlugt Warriors - Promu de D2
- Milerock FC
- Den Amstel FC
- BV/Triumph United - Promu de D2

## Compétition
Le barème de points servant à établir le classement se décompose ainsi :
- Victoire : 3 points
- Match nul : 1 point
- Défaite : 0 point

### Phase régulière
| Rang | Équipe             | Pts | J  | G  | N | P  | Bp | Bc | Diff |
| ---- | ------------------ | --- | -- | -- | - | -- | -- | -- | ---- |
| 1    | Alpha United'T'C   | 41  | 16 | 13 | 2 | 1  | 70 | 7  | +63  |
| 2    | Pele FC            | 35  | 18 | 10 | 5 | 3  | 30 | 12 | +18  |
| 3    | Western Tigers FC  | 28  | 16 | 8  | 4 | 4  | 25 | 20 | +5   |
| 4    | Milerock FC        | 25  | 18 | 8  | 1 | 9  | 29 | 31 | -2   |
| 5    | Den Amstel FC      | 23  | 17 | 6  | 5 | 6  | 19 | 24 | -5   |
| 6    | BV/Triumph UnitedP | 21  | 18 | 5  | 6 | 7  | 19 | 23 | -4   |
| 7    | Rosignol United    | 21  | 17 | 5  | 6 | 6  | 25 | 33 | -8   |
| 8    | Buxton United      | 21  | 18 | 6  | 3 | 9  | 16 | 25 | -9   |
| 9    | Amelia Ward FC     | 14  | 18 | 3  | 5 | 10 | 16 | 39 | -23  |
| 10   | Uitvlugt WarriorsP | 13  | 18 | 4  | 1 | 13 | 18 | 53 | -35  |

|  | Qualification pour la CFU Club Championship 2014                                           |
|  | Relégation en deuxième division                                                            |
|  | T : Tenant du titre C : Vainqueur de la Mayors Cup P : Club promu en National SUper League |

- Les trois rencontres manquantes (Western Tigers-Rosignol United, Den Amstel-Alpha United et Western Tigers-Alpha United) n'ont jamais été jouées, sans que ça ait une incidence pour le titre ou la relégation.

## Bilan de la saison
| Championnat du Guyana de football 2012-2013 |                         |
| Champion                                    | Alpha United (4e titre) |
| Coupes et trophées                          |                         |
| Vainqueur de la Coupe du Guyana 2012-2013   | Alpha United            |
| Qualifications continentales                |                         |
| CFU Club Championship 2014                  | Alpha United            |
| Promotions et relégations                   |                         |
| Promus en Super League                      | 8 clubs                 |
| Relégués                                    | Amelia Ward FC          |
| Relégués                                    | Uitvlugt Warriors       |